# Georges Bessonnet
Georges Bessonnet, né à Paris en 1953, est un organiste, chef de chœur et compositeur de musique classique français.

## Biographie
Georges Bessonnet effectue sa formation musicale au Conservatoire à rayonnement régional de Versailles et au Conservatoire national supérieur de musique et de danse de Paris (premier prix d'orgue et de fugue du conservatoire national supérieur de musique et de danse de Paris). Il étudie notamment avec Rolande Falcinelli et André Isoir.
Il est titulaire de l'orgue de la maîtrise d'Antony et cotitulaire de l'orgue de l'église Saint-Jean-Baptiste de Sceaux.
Il donne des concerts dans diverses villes de France, en soliste ou accompagné : à la Cathédrale Saint-Denis sur invitation de Pierre Pincemaille, avec trompette au temple de Rouillé et à l'église saint-Pierre de Saint-Péravy-la-Colombe, pour l'inauguration de l'orgue de la Chapelle de la Madeleine de Bordeaux, avec chœur à l'église Saint-Symphorien de Versailles... Il parraine l'orgue Wenner de l'église Saint Martial de Montmorillon.

## Discographie
Il enregistre 13 disques à l'orgue dont notamment ceux avec la Maîtrise d'Antony :
- Jean Langlais : Messe Salve Regina. La Maîtrise de Notre-Dame de Paris, la Maîtrise Sainte-Marie d'Antony, l'Ensemble de cuivres Roger Delmotte, Pierre Cochereau, Georges Bessonnet, Dir. Patrick Giraud, Jehan Revert (Solstice SOL 14 - 1980). Récompense : 4 Diapasons[10].
- Noëls de notre temps : œuvres de Tournemire, Langlais, Huré, Reboulot, Fleury, Litaize, etc. Georges Bessonnet, orgue d'Antony et la Maîtrise Sainte-Marie d'Antony, Dir. Patrick Giraud (Solstice SOCD 142 - Avril 1996). Récompense : 4 Diapasons et dont l'interprétation y est jugée aussi « impeccable qu'attachante »[11].
- Georges Bessonnet : Cantate à Marie. Auteur : Roger Bichelberger, Maîtrise Sainte-Marie d'Antony, Ensemble instrumental et direction Christian Gouinguené (Bayard Musique - 2001)[12].